# مسرح الشباب الكويتي
مسرح الشباب بدولة الكويت هو مسرح تابع للهيئة العامة للشباب والرياضة تأسست سنة 1981 وقد أسسه الفنان عبد الله عبد الرسول، يتخذ من دولة الكويت مقرا له
يهتم بالاعمال التي تهم الشاب الكويتي 

## مهرجان أيام المسرح للشباب(دولة الكويت)
تم تأسيس أول مهرجان كويتي مسرحي شبابي باسم مهرجان أيام المسرح للشباب(دولة الكويت)
تحت رعايه الهيئة العامة للشباب والرياضة (قطاع الشباب) برعايه رئيس مجلس الإدارة _ المدير العام للهيئة تقام فعاليات المهرجان.

### أعمال مسرحية
- مسرحية مسرح بلا جمهور1
- مسرحية مسرح بلا جمهور2
- مسرحية مسرح بلا جمهور3
- مسرحية حلم السمك العربي
- مسرحية كنز
- مسرحية عرس الموت

## أوبريتات قدمها مسرح الشباب
- أوبريت (أولادنا) لوزارة الصحة عام 1987 م.
- أوبريت (حكايتنا الخبر اليقين) لوزارة الصحة عام 1988 م.
- أوبريت (الفرحة) لوزارة التربية عام 1989 م.
- أوبريت (إسلامنا) وزارة الشئون الاجتماعية والعمل عام 1987 م
- أوبريت (موطني) لجنة الاحتفالات بالعيد الوطني المجيد عام 1988 م
- أوبريت (نحن أبناء الكويت) الهيئة العامة للشباب والرياضة (الكويت) عام1999 م
- أوبريت (على سيف الوطن) الهيئة العامة للشباب والرياضة عام 2002 م
- أوبريت (حديث الأجيال)الهيئة العامة للشباب والرياضة عام 2003 م.
- أوبريت (مذكرات وطن المجد)الهيئة العامة للشباب والرياضة عام 2004م
- أوبريت (أيام كاظمة)الهيئة العامة للشباب والرياضة (تحت التنفيذ والإعداد لعام 2005).

## المشاركة بالمهرجانات المسرحية التالية

### أعضاء مسرح الشباب
- الفنان (خالد البريكي)
- الفنان (محمد الحملي)
- الفنان (علي العلي)
- الفنان (علي كمال)
- الفنان (عبد الله البدر)
- الفنانة (فاطمة الصفي)
- الفنان (يعقوب عبد الله)
- الفنان (عبدالمحسن العمر)
- الفنان (عبد الله التركماني)
- الفنان (منصور حسين المنصور)
- الفنان (محمد الشعيبي)
- الفنان (نصار النصار)
- الفنان (عبد الله بهمن)
- الفنان (حسين المهدي)
- الفنانة (حصة النبهان)
- الفنان (إبراهيم الشيخلي)
- الفنان (حمد العماني)
- الفنان (جاسم الشطي)
- الفنان (صالح الدرع)

سكرتير المسرح أ. (علاء الدين عبد العزيز /))